# Live and Let Live
Live And Let Live è un album dal vivo della neo-progressive band britannica Twelfth Night uscito nel 1984.
Il disco è uscito su CD nel 1993 con l'aggiunta di tre bonus track.

## Tracce
All songs written by Twelfth Night.
1. The Ceiling Speaks (8:26)
2. The End Of The Endless Majority (3:18)
3. We Are Sane (12:04)
4. Fact And Fiction (5:27)
5. The Poet Sniffs A Flower (4:03)
6. Sequences (17:14)

Bonus track nell'edizione su CD
1. Creepshow (12:06)
2. East Of Eden (5:14)
3. Love Song (8:29)

## Formazione
- Brian Devoil drums, percussion
- Geoff Mann vocals, percussion
- Clive Mitten bass, keyboards, classical guitar
- Andy Revell electric and acoustic guitar
- Rick Battersby keyboards